# Schapow
Schapow ist ein Straßenangerdorf der Gemeinde Nordwestuckermark in Brandenburg mit 680 Einwohnern. Zum Ortsteil gehören auch die Dörfer Wittstock, Rittgarten, Augustfelde und die Siedlungsstellen Bollmannshof, Fischershof und Dochower Mühle. Bis zum 31. Oktober 2001 war Schapow eine eigenständige Gemeinde.
Im Zentrum des Ortes befindet sich eine Feldsteinkirche, die auf Grund der flachen Umgebung weithin sichtbar ist. Weiterhin gibt es im Zentrum ein Kriegerdenkmal und einen Landgasthof.
Die erste urkundliche Erwähnung stammt aus dem Jahre 1302 als Willekino de Schapov. 1321 lautete der Name Scapov. 
Für die Deutung des slawischen Namens stehen zwei Möglichkeiten zur Verfügung. Zum einen kann es „Ort, wo Klepper, Schindmähren sind“ heißen, aber auch „Siedlung eines Mannes namens Skapa“ ist möglich.